# Kilton Thorpe
Kilton Thorpe – wieś w Anglii, w hrabstwie ceremonialnym North Yorkshire, w dystrykcie (unitary authority) Redcar and Cleveland. Leży 67 km na północ od miasta York i 342 km na północ od Londynu.